# Bronson Reed
Jermaine Haley (Adelaide, 25 de agosto de 1988) es un luchador profesional australiano. Ahora trabaja para la empresa estadounidense WWE, donde se presenta en la marca Raw bajo el nombre de Bronson Reed. También ha trabajado para Pro Wrestling Noah, donde fue parte de The Mighty Don't Kneel.

## Carrera

### Inicios (2007-2019)
Debutó en 2007 con los nombres de llamada Jonah Rock y J-Rock, pasó doce años trabajando en todo el circuito independiente australiano. Durante este largo período de tiempo, Rock ha obtenido numerosos títulos. Ha ganado el WR Australian National Championship tres veces en Wrestle Rampage, varios títulos en Melbourne City Wrestling (MCW) y otras federaciones.
Los primeros trabajos de Rock no solo aparecieron en las promociones australianas. También apareció en la promoción japonesa Pro Wrestling NOAH, en las promociones británicas Revolution Pro Wrestling y PROGRESS Wrestling, en la promoción alemana Westtside Xtreme wrestling y en la promoción independiente estadounidense Pro Wrestling Guerrilla (PWG).

### WWE

#### NXT (2019-2021)
Haley firmó con WWE en 2019, primero fue enviado al WWE Performance Center, y luego hizo su debut en algunos shows de NXT House, el territorio de desarrollo de WWE, y en el primero de ellos (9 de marzo) perdió contra Riddick Moss, luchando con Su verdadero nombre. En el evento en vivo del 21 de marzo, Haley fue derrotado por Saurav Gurjar. Tres meses después, en las grabaciones de NXT el 12 de junio, Haley adoptó el nombre de Bronson Reed y derrotó a Dexter Lumis en su debut. En el episodio NXT del 17 de julio, Reed participó en el Torneo Breakout NXT por una oportunidad titulada en el Campeonato NXT derrotando a Dexter Lumis en la primera ronda, estableciéndose como una cara. Él es eliminado en el episodio del 31 de julio por Cameron Grimes. En el episodio de NXT del 21 de agosto, Reed fue derrotado por su compatriota Shane Thorne . Durante un evento en vivo el 24 de agosto, Reed se enfrentó a Adam Cole para el Campeonato NXT pero fue derrotado. En el episodio de NXT del 16 de octubre, Reed fue derrotado por Matt Riddle. En el episodio de NXT del 30 de octubre, Reed derrotó a Shane Thorne. En el episodio del 13 de noviembre de NXT , Reed fue derrotado por Isaiah "Swerve" Scott. En el episodio de NXTel 25 de diciembre Reed fue derrotado por Dominik Dijakovic. En el episodio de NXT del 12 de febrero de 2020, Reed fue derrotado por Roderick Strong. En el episodio de NXT del 26 de febrero, Reed fue derrotado por Killian Dain.
En la Noche 1 de NXT TakeOver: Stand & Deliver, derrotó a Leon Ruff, Isaiah "Swerve" Scott, Cameron Grimes, Dexter Lumis y a L.A Knight en un Gauntlet Eliminator Match, eliminando a Knight y por último a Scott ganando una oportunidad por el Campeonato Norteamericano de NXT de Johnny Gargano en la Noche 2 de NXT TakeOver: Stand & Deliver. En la Noche 2 de NXT TakeOver: Stand & Deliver, se enfrentó a Johnny Gargano por el Campeonato Norteamericano de NXT; sin embargo, perdió En el NXT del 18 de mayo, derrotó a Johnny Gargano en un Steel Cage Match y ganó el Campeonato Norteamericano de NXT por primera vez.
El 6 de agosto, Reed fue liberado de su contrato con la WWE.

### New Japan Pro-Wrestling (2021-2022)
El 13 de noviembre de 2021 en Battle in the Valley, Reed, usando el nombre de ring como Jonah, hizo su debut en la New Japan Pro-Wrestling (NJPW), atacando a FinJuice (David Finlay & Juice Robinson).

### Impact Wrestling (2021-2022)
En Turning Point el 20 de noviembre de 2021, Jonah hizo su debut en Impact Wrestling, atacando a Josh Alexander y dejándolo ensangrentado.
El 6 de mayo fue liberado el contrato de Impact Wrestling.

### Regreso a WWE (2022-presente)
En el episodio del 19 de diciembre de 2022 de Raw, Haley hizo su regreso a WWE presentándose con su antiguo nombre, Bronson Reed, ayudando a The Miz a derrotar a Dexter Lumis en un Ladder Match, y estableciéndose heel.
En el SmackDown WrestleMania Edition, participó en el André the Giant Memorial Battle Royal, eliminando a Madcap Moss, Ridge Holland, Butch, LA Knight y a Braun Strowman, sin embargo fue el último eliminado por Bobby Lashley. En Backlash, se enfrentó a Austin Theory y a Bobby Lashley por el Campeonato de los Estados Unidos de WWE, sin embargo perdió.

## Campeonatos y logros
- Explosive Pro Wrestling
  - EPW Tag Team Championship (1 vez) – con Marcius Pitt

- International Wrestling Australia
  - IWA Heavyweight Championship (1 vez)[13][14]

- Melbourne City Wrestling
  - MCW Heavyweight Championship (1 vez)
  - MCW Tag Team Championship (1 vez) - con Hartley Jackson
  - MCW Intercommonwealth Championship (1 vez)
  - Ballroom Brawl (2017)
  - Third Triple Crown Champion

- Pro Wrestling Australia
  - PWA Heavyweight Championship (1 vez)[15]

- WWE
  - André the Giant Memorial Battle Royal (Décimo ganador)[16]
  - NXT North American Championship (1 vez)